# Frankie vagyok
A Frankie vagyok (eredeti cím: I Am Frankie) 2017-től 2018-ig futott amerikai televíziós drámasorozat, amelyet Marcela Citterio készített. A főbb szerepekben Alex Hook, Sophia Forest, Michael Laurino, Carrie Schroeder és Nicole Nelson látható.
Amerikában 2017. szeptember 4-én mutatta be a Nickelodeon. Magyarországon 2018. október 1-én a Nickelodeon mutatta be.

## Ismertető
Frankie Gaines egy átlagos amerikai tinilány. Legalábbis első ránézésre. Óriási titka van, amit családján kívül senkinek sem szabadna megtudnia, mivel Frankie-t keresi egy WARPA nevű cég, akik rossz célra szeretnék őt használni, mert ő egy robot. A lány a Sepulveda Gimnáziumba kerül, ahol hamar szerez egy jó barátot, Dayton-t. Ő segít neki megőrizni a titkát. Daytonnak van egy testvére Cole, aki első látásra beleszeret Frankie-be, és az androidlány is érzéseket kezd el táplálni a fiú iránt. Aztán több emberrel megismerkedik, barátkozik, és egyre nehezebb lepleznie titkos kilétét. De ez sikerül akkor is, ha más android is van a suliban. És vajon Cole előtt is azt tudja mondani, hogy ő egy normál ember, akkor is ha szereti őt? De mégis a legfontosabb kérdés: lehetséges egyáltalán, hogy egy robot emberi érzelmeket éljen át?

## Szereplők

### Főszereplők
| Szereplő                 | Színész             | Magyar hang                  | Évadok |
| ------------------------ | ------------------- | ---------------------------- | ------ |
| Frankie Gaines / Eliza   | Alex Hook           | Pekár Adrienn                | 1–2.   |
| Lucia                    | Uriel Baldesco      | Hermann Lilla                | 1–2.   |
| Byron                    | Armani Barrett      | Szalay Csongor               | 1.     |
| Makayla Priskin          | Kristi Beckett      | Czető Zsanett                | 1–2.   |
| Andrew LaPierre          | Kyson Facer         | Czető Roland                 | 1–2.   |
| Jenny Gaines             | Sophia Forest       | Kobela Kira                  | 1–2.   |
| Tammy Gilroy             | Mohana Krishnan     | Tamási Nikolett              | 1–2.   |
| Robbie                   | Jayce Mroz          | Baráth István                | 1.     |
| Dayton Reyes             | Nicole Alyse Nelson | Laudon Andrea                | 1–2.   |
| Cole Reyes               | Carson Rowland      | Nagy Gereben                 | 1–2.   |
| Mr. Kingston / Tom Reyes | J.D. Ballard        | Széles Tamás                 | 1–2.   |
| Dr. James Peters         | Todd Allen Durkin   | Hajdu Steve                  | 1–2.   |
| Mrs. Hough               | Joy Kigin           | Ősi Ildikó                   | 1–2.   |
| Will Gaines              | Michael Laurino     | Varga Gábor                  | 1–2.   |
| Dr. Sigourney Gaines     | Carrie Schroeder    | Kisfalvi Krisztina (1. hang) | 1–2.   |
| Dr. Sigourney Gaines     | Carrie Schroeder    | Sallai Nóra (2. hang)        | 1–2.   |
| PEGS1                    | Mark Jacobson       | Szokol Péter                 | 1.     |
| Rachel                   | Amina Alzouma       | N/A                          | 2.     |
| Zane                     | Zachary S. Williams | N/A                          | 2.     |
| Simone                   | Tommi Rose          | Nagy Katica                  | 2.     |
| Cynthia                  | Jayme Lake          | N/A                          | 2.     |
| Beto                     | Ashton Heathcoat    | N/A                          | 2.     |

### Mellékszereplők
| Szereplő    | Színész          | Magyar hang       |
| ----------- | ---------------- | ----------------- |
| Anderson    | Rachael Thompson | Kis-Kovács Luca   |
| John        | Justin Jarzombek | Berkes Bence      |
| Casey       | JC Casely        | Hamvas Dániel     |
| DJ          | Elgin Kos Aponte | Bódy Gergely      |
| Mr. Manhart | Victor Jones     | Karácsonyi Zoltán |
| W. ügynök   | David Kelley     | Juhász Zoltán     |

## Magyar változat
A szinkront a Viacom megbízásából az SDI Media Hungary készítette.
- Magyar szöveg: Moduna Zsuzsa

- Hangmérnök és vágó: Erdélyi Imre

- Gyártásvezető: Molnár Melinda

- Szinkronrendező: Molnár Ilona

- Produkciós vezető: Koleszár Emőke

- Bemondó: Endrédi Máté

- További magyar hangok: Czető Ádám (Android), Juhász Zoltán (W. ügynök), Mezei Kitty (Narrátor)

## Epizódok
| Évad | Évad | Epizódok | Eredeti sugárzás     | Eredeti sugárzás | Magyar sugárzás a -on | Magyar sugárzás a -on | Magyar sugárzás a -en | Magyar sugárzás a -en |
| Évad | Évad | Epizódok | Évadpremier          | Évadfinálé       | Évadpremier           | Évadfinálé            | Évadpremier           | Évadfinálé            |
| ---- | ---- | -------- | -------------------- | ---------------- | --------------------- | --------------------- | --------------------- | --------------------- |
|      | 1    | 19       | 2017. szeptember 11. | 2017. október 6. | 2018. október 1.      | 2018. október 26.     | 2021. április 9.      | 2021. május 6.        |
|      | 2    | 21       | 2018. augusztus 11.  | 2018. október 4. | 2018. október 29.     | 2018. november 27.    | 2021. április 22.     | TBA                   |

## Gyártás
A gyártása 2016-ban kezdődött. A sorozat hivatalosan 2017. szeptember 11-én debütált.
A Nickelodeon 2017. november 13-án berendelte a második évadot. A második évad forgatása 2018. márciusában kezdődött. A második évadot 2018. augusztus 11-én mutatták be.